# لاسک (شفت)
لاسک ، روستایی از توابع بخش احمدسرگوراب شهرستان شفت در استان گیلان ایران است.
اهالی این روستا به زبان تالشی صحبت میکنند .

## جمعیت
این روستا در دهستان چوبر قرار دارد و براساس سرشماری مرکز آمار ایران در سال ۱۳۸۵، جمعیت آن ۷۷۳ نفر (۲۱۴خانوار) بوده‌است.